# Sacarímetro
Um sacarímetro é um polarímetro usado para medir a concentração de açúcar numa solução através de uma medida de rotação do plano de polarização da luz que atravessa, está calibrado para ler directamente a concentração de açúcar.